# Котка (Харьюмаа)
Ко́тка (эст. Kotka) — деревня на севере Эстонии в волости Куусалу, уезд Харьюмаа. 

## География и описание
Расположена в 50 км к востоку от Таллина. Высота над уровнем моря — 41 метр.

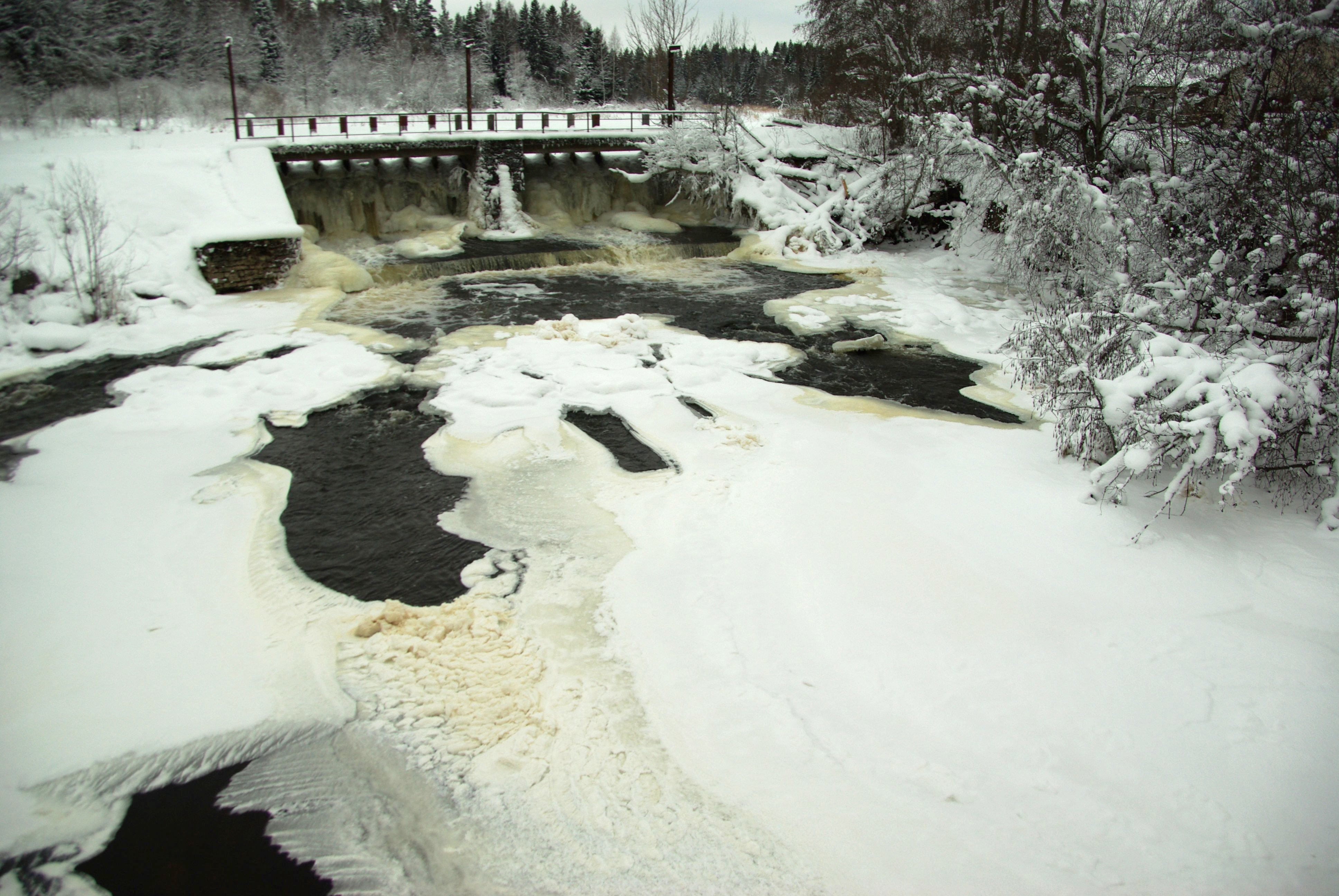
Плотина на реке Валгейыги в деревне Котка в январе 2014 года

Через Котка протекает река Валгейыги, на которой стояла плотина. В 2001 году государство запретило выработку электроэнергии на этой плотине и хотело приобрести её у владельца — акционерного общества «Генераатор» (AS Generaator), чтобы снести и обеспечить доступ лососёвых к нерестилищам, но стороны не смогли достичь соглашения относительно цены. Плотина была разрушена паводковыми водами 9 августа 2016 года к радости Министерства окружающей среды Эстонии.
Вдоль восточной границы деревни протекает река Лообу. В деревне находится известное место разведения и ловли форели.
Климат умеренный. Официальный язык — эстонский. Почтовый индекс — 74809.

## Население
По данным переписи населения 2021 года, в Котка проживали 7 человек, все — эстонцы.
По данным переписи населения 2011 года, в деревне насчитывалось 14 жителей, все — эстонцы

## История
Первоначально Котка была мельницей деревни Локса. В 1687 году она упоминается как Kotkowetzki, в 1694 году как Kotkas quarn, в 1699 году — Kotka quarn. В ревизиях она упоминалась среди разрозненных хуторов мызы Кенда (Кынну), а также в числе хуторов деревни Колгакюла. Затем название Котка носила местность в окрестностях мельницы на берегу реки Валгейыги. В 1977 году современную деревню Локса назвали деревней Котка, но 30 ноября 2000 года восстановили в пределах её основной части, остальная часть продолжила носить название Котка.  
В советское время в деревне работали рыбоводное хозяйство опорно-показательного колхоза имени С. М. Кирова и деревообрабатывающая мастерская комбината бытового обслуживания  «Харью», а в летнее время — пионерский лагерь «Котка». 

## Комментарии
1. ↑  Эстонские топонимы, оканчивающиеся на -а, не склоняются и не имеют женского рода (исключение — Нарва)[10].